# 테이트세줄무늬주머니고양이
테이트세줄무늬주머니고양이(Myoictis wavicus)는 주머니고양이과에 속하는 유대류의 일종이다. 파푸아뉴기니에서 사는 육식성 유대류이다. 일차 산집 숲에서 서식한다. 다른 세줄무늬주머니고양이들처럼 주행성 동물이며, 대체적인 육상성 동물로 추정하고 있다. 이전에는 세줄무늬주머니고양이의 아종으로 간주했다. 형태학적 분석과 유전학적 연구 결과에 따라 별도의 독립된 종으로 격상되었다. 근연종은 울리세줄무늬주머니고양이이다.